# Quantor
Ein Quantor oder Quantifikator, die Re-Latinisierung des von C. S. Peirce eingeführten Ausdrucks „quantifier“, ist ein Operator der Prädikatenlogik. Neben den Junktoren sind die Quantoren Grundzeichen der Prädikatenlogik. Allen Quantoren gemeinsam ist, dass sie Variablen binden.
Die beiden gebräuchlichsten Quantoren sind der Existenzquantor (in natürlicher Sprache zum Beispiel als „mindestens ein“ ausgedrückt) und der Allquantor (in natürlicher Sprache zum Beispiel als „alle“ oder „jede/r/s“ ausgedrückt). Andere Arten von Quantoren sind Anzahlquantoren wie „ein“ oder „zwei“, die sich auf Existenz- beziehungsweise Allquantor zurückführen lassen, und Quantoren wie „manche“, „einige“ oder „viele“, die auf Grund ihrer Unbestimmtheit, im Gegensatz etwa zu „alle“ oder „kein(e)“, in der klassischen Logik nicht verwendet werden.

## Existenz- und Allquantor

Quantoren ∃/∀ und Buchstaben Ǝ/Ɐ/E/A in Schriftart Cambria Math

### Schreib- und Sprechweise
Der Existenzquantor wird durch das Zeichen ∃ (ein horizontal gespiegeltes, zumeist serifenloses „E“) oder durch das Zeichen {\displaystyle \bigvee } dargestellt, manchmal (vor allem in maschinengeschriebenen Texten) als geklammertes gewöhnliches „E“. Der Allquantor wird durch das Zeichen ∀ (ein auf den Kopf gestelltes, zumeist serifenloses „A“) oder das Zeichen {\displaystyle \bigwedge } oder einfach durch eine in Klammern gesetzte Variable dargestellt.
| Schreibweise              | Variante 1                     | Variante 2           | Sprechweise                                                                                               | Gebräuchliche Bezeichnungen                                                            |
| {\displaystyle \exists x} | {\displaystyle \bigvee _{x}}   | {\displaystyle (Ex)} | „Für (mindestens) ein/einige/manche x gilt …“ bzw. „Es existiert/gibt (mindestens) ein x, für das gilt …“ | Existenzquantor, Existenzialquantifikator, Partikularisator, Einsquantor, Manchquantor |
| {\displaystyle \forall x} | {\displaystyle \bigwedge _{x}} | {\displaystyle (x)}  | „Für alle/jedes x gilt …“                                                                                 | Allquantor, Universalquantor, Universalquantifikator, Generalisator                    |

Die Schreibweise {\displaystyle \exists } (nicht den Existenzquantor selbst) führte Giuseppe Peano 1897 im ersten Band seines Formulaire de mathématiques ein; verbreitet wurde sie durch ihre Verwendung in den Principia Mathematica, dem ab 1910 erschienenen Grundlagenwerk Russells und Whiteheads. Die Schreibweise {\displaystyle \forall } (nicht den Allquantor selbst) führte Gerhard Gentzen 1934 ein.
Die Schreibweise des Allquantors in Variante 1 geschieht in Anlehnung an das logische Und (gilt eine Aussage für alle {\displaystyle x}, so gilt es für {\displaystyle x_{1}{\text{ und }}x_{2}{\text{ und }}\dots }) ebenso, wie die Schreibweise des Existenzquantors in Variante 1 an das logische Oder angelehnt ist (existiert ein {\displaystyle x}, für das die Aussage gilt, so gilt die Aussage für {\displaystyle x_{1}{\text{ oder }}x_{2}{\text{ oder }}\dots }). Aus dieser Analogie kann man die Regeln für die Verneinung einer Aussage, welche einen Allquantor oder einen Existenzquantor enthält, unter Verwendung der De Morganschen Gesetze erhalten.
Manche Autoren verstehen einen subtilen Unterschied zwischen der Schreibweise {\displaystyle \exists }, {\displaystyle \forall } und Variante 1, der allerdings nur im Currying besteht, also nicht im Ergebnis, sondern in der Reihenfolge, wie die Quantoren auf ihre Argumente wirken. Um Eindeutigkeit herzustellen, muss bei beiden Schreibweisen daher ggf. unterschiedlich geklammert werden.
Die Menge der betrachteten Elemente {\displaystyle x} wird als „Individuenbereich“ bezeichnet.

### Wahrheitsbedingungen
Die Aussage {\displaystyle \exists xF(x)} ist  wahr, wenn es mindestens ein x gibt, das die Eigenschaft F hat. Die Aussage ist also auch dann wahr, wenn alle x F sind und die Grundmenge, über die quantifiziert wird, nicht leer ist. Die Aussage {\displaystyle \forall xF(x)} ist wahr, wenn alle x F sind, sonst falsch.
Es erscheint naheliegend, den Existenzquantor als Verkettung von Disjunktionen („oder“) und den Allquantor als Verkettung von Konjunktionen („und“) aufzufassen. Gehen wir davon aus, dass x als Wert eine natürliche Zahl annehmen kann, so ist man versucht zu schreiben:
{\displaystyle \exists xA(x)\Leftrightarrow A(0)\lor A(1)\lor A(2)\lor \dots }
{\displaystyle \forall xA(x)\Leftrightarrow A(0)\land A(1)\land A(2)\land \dots }
Der entscheidende Unterschied ist aber, dass die Variable des Quantors bei unendlich großem Individuenbereich potentiell unendlich viele Werte annehmen kann, während eine Konjunktion oder Disjunktion niemals unendlich lang werden kann. Daher muss man sich bei obigem Beispiel auch am Ende der Konjunktion bzw. Disjunktion mit Punkten (für „usw.“) behelfen.

### Beispiele für Formalisierungen

#### Beispiele für einstellige Prädikate
Wenn die Leerstelle eines einstelligen Prädikats durch einen Quantor gebunden wird, entsteht bereits eine fertige Aussage. Es gibt daher nur zwei Möglichkeiten, ein einstelliges Prädikat mittels eines Quantors in eine Aussage zu überführen: Allquantifizierung und Existenzquantifizierung.
Am Beispiel des einstelligen Prädikats „_ ist rosa“, das hier als „F(_)“ formalisiert werden soll:
Allquantifizierung„Alles ist rosa“ – „Für jedes ‚Ding‘ gilt, dass es rosa ist“ – „Für jedes x gilt: x ist rosa“. {\displaystyle \forall xF(x)}
Existenzquantifizierung„Etwas (mindestens ein ‚Ding‘) ist rosa“ – „Es gibt mindestens ein ‚Ding‘, das rosa ist“ – „Es gibt mindestens ein x, für das gilt: x ist rosa“. {\displaystyle \exists xF(x)}

#### Beispiele für komplexe Sätze
Beim Formalisieren sprachlicher Äußerungen verbindet sich der Existenzquantor auf natürliche Weise mit dem „und“ (Konjunktion) und der Allquantor mit dem „wenn–dann“ (materiale Implikation)
ExistenzquantorWollen wir den Satz formalisieren:
Ein Mann raucht.
so ist dieser zunächst aufzufassen als:
Es gibt jemanden, der Mann ist und raucht.
beziehungsweise – wenn man, wie in der Formalisierung, die Koreferenz des relativen Anschlusses „jemand ... der“ durch die Verwendung einer Variable ausdrückt –:
Es gibt mindestens ein x, für das gilt: x ist ein Mann und x raucht.
(man beachte das „und“) und dann folgendermaßen zu formalisieren:
{\displaystyle \exists x(M(x)\land R(x))},
wobei M(x) für „x ist Mann“ und R(x) für „x raucht“ steht.
AllquantorFormalisieren wir dagegen:
Alle Männer rauchen.
so formen wir dies zunächst um in:
Für jedes „Ding“ gilt: Wenn es ein Mann ist, dann raucht es.
beziehungsweise:
Für jedes x gilt: Wenn x ein Mann ist, dann raucht x.
(wo wir das „wenn–dann“ verwenden) und formalisieren dann:
{\displaystyle \forall x(M(x)\rightarrow R(x))}
NichtexistenzDer natürlichsprachliche Quantor „kein“ lässt sich auf verschiedene Weisen formalisieren:
Kein Mann raucht.
lässt sich umschreiben als:
Es stimmt nicht, dass es mindestens ein „Ding“ gibt, das Mann ist und das raucht.
beziehungsweise:
Es stimmt nicht, dass es mindestens ein x gibt, für das gilt: x ist ein Mann und x raucht.
worauf man es wie folgt formalisieren kann:
{\displaystyle \lnot \exists x(M(x)\land R(x))}
Eine andere Formalisierung erreicht man, wenn man die Aussage „Kein Mann raucht“ auffasst als „Für alle x gilt: wenn x ein Mann ist, raucht x nicht“.

### Beispiele für quantorenlogische Satzformeln

#### Einfach quantifizierte Satzformeln
{\displaystyle \forall x(S(x)\rightarrow R(x))}Für alle Dinge x gilt: wenn das Prädikat S auf x zutrifft, so trifft auch das Prädikat R auf x zu. Oder: Alle S sind R.
{\displaystyle \forall x(S(x)\rightarrow \lnot R(x))}Für alle Dinge x gilt: wenn das Prädikat S auf x zutrifft, so trifft das Prädikat R auf x nicht zu. Oder: Alle S sind nicht R. Oder: Kein S ist ein R.
{\displaystyle \exists x(S(x)\wedge R(x))}Es gibt (mindestens) ein Ding x, für das gilt: das Prädikat S trifft auf x zu und das Prädikat R trifft auf x zu. Oder: Einige S sind R.
{\displaystyle \exists x(S(x)\wedge \lnot R(x))}Es gibt (mindestens) ein Ding x, für das gilt: das Prädikat S trifft auf x zu und das Prädikat R trifft auf x nicht zu. Oder: Einige S sind nicht R.
{\displaystyle \forall x(S(x)\wedge R(x))}Für alle Dinge x gilt: das Prädikat S trifft auf x zu und das Prädikat R trifft auf x zu. Oder: Alles ist S und R.
{\displaystyle \exists x(S(x)\rightarrow R(x))}Es gibt (mindestens) ein Ding x, für das gilt: wenn das Prädikat S auf x zutrifft, so trifft das Prädikat R auf x zu. Oder: Nicht alle x sind S und nicht R.
{\displaystyle \forall x({\mathit {Schwein}}(x)\rightarrow {\mathit {Rosa}}(x))}Alle Schweine sind rosa (wörtlich: Für jedes Ding gilt: Wenn es ein Schwein ist, dann ist es auch rosa.)
{\displaystyle \forall x({\mathit {Schwein}}(x)\rightarrow \lnot {\mathit {Rosa}}(x))}Kein Schwein ist rosa (wörtlich: Für jedes Ding gilt: Wenn es ein Schwein ist, dann ist es nicht rosa.)
{\displaystyle \exists x({\mathit {Schwein}}(x)\wedge {\mathit {Rosa}}(x))}Es gibt mindestens ein rosa Schwein (wörtlich: Es gibt mindestens ein Ding, das sowohl Schwein als auch rosa ist.)
{\displaystyle \exists x({\mathit {Schwein}}(x)\wedge \lnot {\mathit {Rosa}}(x))}Es gibt mindestens ein nichtrosa Schwein (wörtlich: Es gibt mindestens ein Ding, das sowohl Schwein als auch nichtrosa ist.)
{\displaystyle \forall x({\mathit {Schwein}}(x)\wedge {\mathit {Rosa}}(x))}Alles ist ein rosa Schwein (wörtlich: Für jedes Ding gilt, dass es sowohl ein Schwein als auch rosa ist).
{\displaystyle \exists x({\mathit {Schwein}}(x)\rightarrow {\mathit {Rosa}}(x))}Diese selten gebrauchte Aussage, deren wörtliche Übersetzung „Es gibt mindestens ein Ding, das unter der Voraussetzung, dass es ein Schwein ist, auch rosa ist“ lautet, trifft die Feststellung, dass nicht alle Dinge nichtrosa Schweine sind.

#### Mehrfach quantifizierte Satzformeln
{\displaystyle \exists x\exists y{\mathit {Liebt}}(x,y)}
{\displaystyle \exists y\exists x{\mathit {Liebt}}(x,y)}Die beiden Aussagen „Mindestens eine/r liebt mindestens eine/n“ und „Mindestens eine/r wird von mindestens einer/m geliebt“ sind synonym.
{\displaystyle \forall x\forall y{\mathit {Liebt}}(x,y)}
{\displaystyle \forall y\forall x{\mathit {Liebt}}(x,y)}Die beiden Aussagen „Jede/r liebt jede/n“ und „Jede/r wird von jeder/m geliebt“ sind synonym.
{\displaystyle \exists x\forall y{\mathit {Liebt}}(x,y)}Es gibt jemanden, der/die alle liebt (wörtlich: Es gibt ein Ding, sodass für alle Dinge gilt, dass ersteres letzteres liebt); kürzer: Jemand liebt alle.
{\displaystyle \exists y\forall x{\mathit {Liebt}}(x,y)}Es gibt jemanden, der/die von allen geliebt wird (wörtlich: Es gibt ein Ding, sodass für alle Dinge gilt, dass letzteres ersteres liebt); kürzer: Jemand wird von allen geliebt (d. h., alle lieben denselben bzw. dieselbe/n).
{\displaystyle \forall x\exists y{\mathit {Liebt}}(x,y)}Für jeden gibt es jemanden, sodass erstere/r letztere/n liebt (wörtlich: Für jedes Ding gibt es ein Ding, sodass ersteres letzteres liebt), kürzer: Jede/r liebt irgendjemanden (d. h., jeder liebt, aber es muss nicht jeder denselben/dieselbe/n lieben).
{\displaystyle \forall y\exists x{\mathit {Liebt}}(x,y)}Für jede/n gibt es jemanden, der/die ihn oder sie liebt (wörtlich: Für jedes Ding gibt es ein Ding, sodass letzteres ersteres liebt); kürzer: Niemand ist ungeliebt.

#### Komplexe Beispiele
{\displaystyle \exists x(F(x)\wedge \forall y(F(y)\rightarrow x=y))}„Es gibt genau ein F,“ wörtlicher: „Es gibt mindestens ein ‚Ding‘, das einerseits F ist und für das gilt, dass alle ‚anderen‘ F mit diesem identisch sind.“
{\displaystyle \exists xF(x)\wedge \forall x\forall y((F(x)\wedge F(y))\rightarrow x=y)}Ein Synonym zum vorgenannten Satz, wörtlich: „Es gibt mindestens ein F, und für alle ‚Dinge‘ x und alle ‚Dinge‘ y gilt: Wenn sowohl x als auch y F sind, dann sind x und y identisch.“

### Wechselseitige Definierbarkeit der Quantoren
In der klassischen Logik lässt sich jeder der beiden Quantoren durch den jeweils anderen ausdrücken:
1. Die Allaussage {\displaystyle \forall x\varphi (x)} („alle x sind {\displaystyle \varphi }“) ist äquivalent mit einer verneinten Existenzaussage, {\displaystyle \lnot (\exists x\lnot \varphi (x))} („es gibt kein x, das nicht {\displaystyle \varphi } ist“); dabei ist {\displaystyle \varphi (x)} eine Aussageform, in der die Variable x frei vorkommen darf, aber nicht muss.
2. Die Existenzaussage {\displaystyle \exists x\varphi (x)} („mindestens ein x ist {\displaystyle \varphi }“) ist äquivalent mit einer verneinten Allaussage, {\displaystyle \lnot (\forall x\lnot \varphi (x))} („Es ist nicht der Fall, dass alle x nicht {\displaystyle \varphi } sind“).

Auf Grund obiger Äquivalenzen kann man sich damit begnügen, in einer formalen Sprache für die klassische Prädikatenlogik nur einen der beiden Quantoren als Grundzeichen zu verwenden und den anderen Quantor gegebenenfalls durch diesen zu definieren.
Beispiel für (1)Wenn alles vergänglich ist, so ist nichts unvergänglich. Umgekehrt: Ist nichts unvergänglich, so sind alle Dinge vergänglich.
Beispiel für (2)Wenn es etwas Grünes gibt, so sind nicht alle Dinge nicht grün. Umgekehrt: Sind nicht alle Dinge nicht grün, muss es etwas Grünes geben.

### Moderne Quantoren und aristotelische Syllogistik
Bei der Formalisierung einer Allaussage ist zu beachten, dass gemäß den Bedeutungsfestlegungen von Allquantor und Implikation eine Aussage „Für alle x: Wenn A(x), dann B(x)“ bereits wahr ist, wenn es keine A gibt. Demnach ist also beispielsweise die Aussage:
Alle eckigen Kreise sind golden.
wahr, weil es keine eckigen Kreise gibt.
Dies führt dazu, dass manche Schlussfolgerungen der aristotelischen Syllogistik nicht gültig sind, wenn man deren Allaussagen mit den modernen Quantoren identifiziert.
Als Beispiel sei der so genannte Modus Barbari aufgeführt:
Alle Münchner sind Bayern, (Formalschreibweise mit Quantoren: {\displaystyle \forall x(M(x)\rightarrow B(x))})
alle Schwabinger sind Münchner, (formal: {\displaystyle \forall x(S(x)\rightarrow M(x))}) es folgt:
einige Schwabinger sind Bayern. (formal: {\displaystyle \exists x(S(x)\land B(x))})
Nach moderner Auffassung wären die Prämissen beide wahr, wenn es überhaupt keine Schwabinger und Münchner gäbe. Dann wäre aber die Konklusion falsch: Da es keine Schwabinger gäbe, könnten dann auch nicht einige Schwabinger Bayern sein. Die Prämissen könnten also wahr sein und die Konklusion dennoch falsch, d. h., es handelte sich nicht um einen gültigen Schluss. Aristoteles hat wohl bei einer Aussage „Alle A sind B“ immer die Existenz von As vorausgesetzt, sodass die einfache Übersetzung {\displaystyle \forall x(M(x)\rightarrow B(x))} seinen Absichten nicht gerecht wird. Welches die adäquate Interpretation und Übersetzung der syllogistischen Allaussagen ist, ist bis heute Gegenstand der Forschung; Informationen und Literaturhinweise gibt der Artikel Syllogismus.
Auch bei der einfachen Übersetzung als allquantifizierte Implikation gültig ist jedoch beispielsweise der so genannte Modus Barbara, nach dem aus den obigen Prämissen folgt:
Alle Schwabinger sind Bayern (formal: {\displaystyle \forall x(S(x)\rightarrow B(x))}).
Diese Aussage folgt, weil sie nach moderner Auffassung auch dann wahr wäre, wenn es gar keine Schwabinger gäbe.

## Anzahlquantoren
Neben All- und Existenzquantor werden in der Logik gelegentlich Anzahlquantoren gebraucht. So lässt sich ausdrücken, dass es „genau ein“, „genau zwei“, ... Dinge gibt, für die irgendetwas gilt.
Im Unterschied zum Existenzquantor, der besagt, dass es mindestens ein {\displaystyle x} gibt, für das etwas gilt, bedeutet der Eindeutigkeitsquantor oder Einzigkeitsquantor, dass es genau ein solches {\displaystyle x} gibt (nicht mehr und nicht weniger). Für ihn schreibt man {\displaystyle \exists !x} oder auch {\displaystyle \textstyle \bigvee _{x}^{\bullet }}. Man kann diesen Quantor vermittels des All- und Existenzquantors sowie des Identitätszeichens „=“ wie folgt definieren:
{\displaystyle \exists !xB(x)=\exists x{\bigl (}B(x)\land \forall y\ (B(y)\rightarrow y=x){\bigr )}},
in Worten:
„Es gibt genau ein {\displaystyle x}, für das {\displaystyle B(x)} gilt, ist gleichbedeutend damit, dass ein {\displaystyle x} existiert, für das {\displaystyle B(x)} gilt und für alle {\displaystyle y} gilt: wenn {\displaystyle B(y)} gilt, dann ist {\displaystyle y} identisch mit {\displaystyle x}.“
Allgemein lassen sich analog zum Einzigkeitsquantor für {\displaystyle n\in \mathbb {N} } auch Quantoren {\displaystyle \exists ^{=n}x} (bzw. {\displaystyle \textstyle \bigvee _{x}^{n}}) definieren, die besagen, dass es genau {\displaystyle n} verschiedene {\displaystyle x} gibt. Insbesondere ist {\displaystyle \exists ^{=1}x} äquivalent zu {\displaystyle \exists !x}.
{\displaystyle \exists ^{=0}x} definiert man entsprechend als {\displaystyle \lnot \exists x}, wofür manchmal auch der Quantor {\displaystyle \nexists } benutzt wird: „Es gibt kein {\displaystyle x} mit ...“
Weitere Quantoren, wie „die meisten {\displaystyle x}“ werden in der Logik nur selten behandelt. Ein Anwendungsgebiet für solche Quantoren ist die Semantik natürlicher Sprachen.